# Place Georges-Pompidou
La place Georges-Pompidou est une place située dans le 4e arrondissement de Paris. 

## Situation et accès
Cette place est une voie privée.
L’ensemble formé par le Centre, son annexe, l’atelier Brancusi et la place, est délimité par la rue Beaubourg, la rue Saint-Merri, la rue Saint-Martin et la rue Rambuteau.

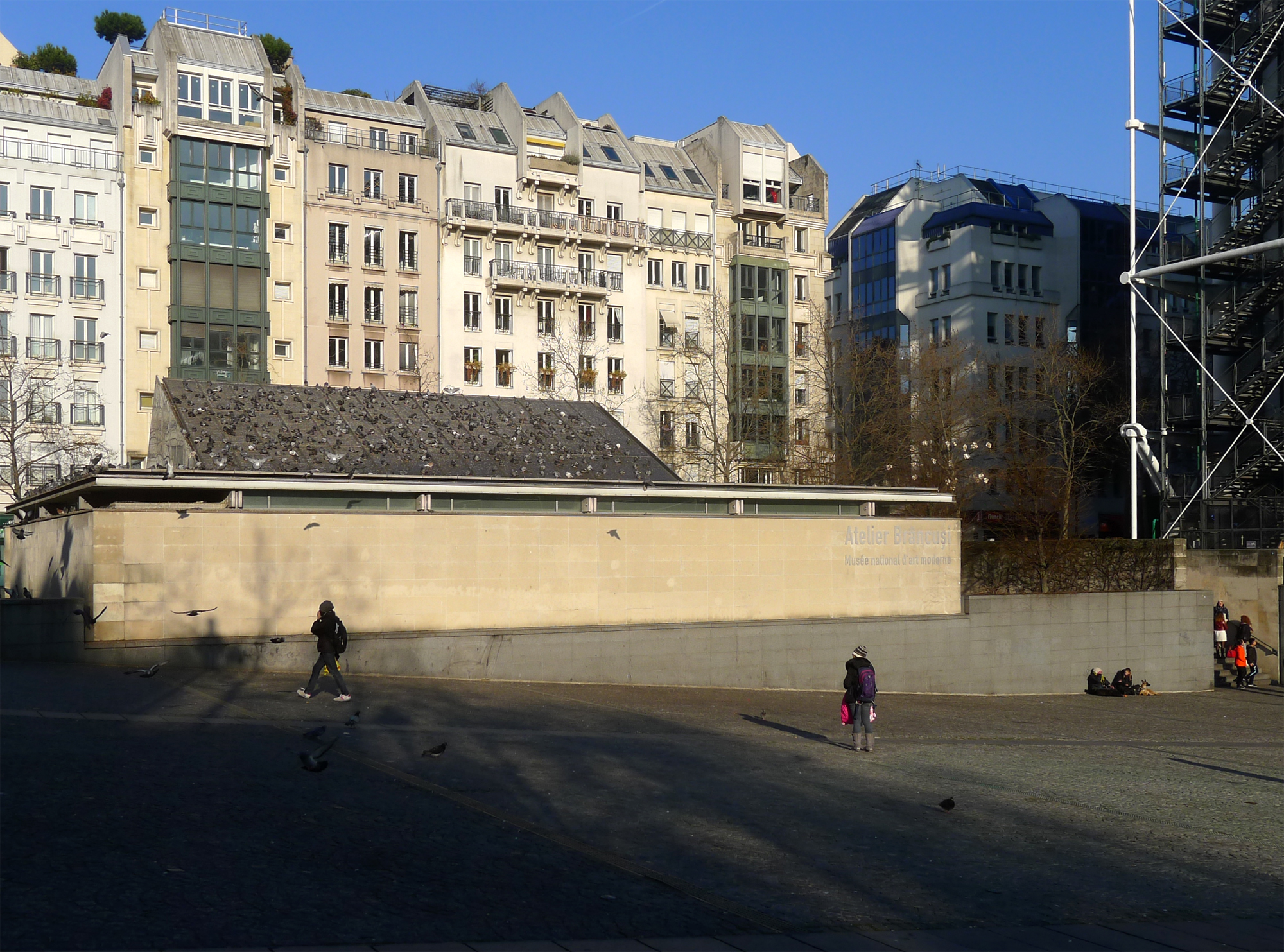
La place vue vers le nord, avec les pigeons se chauffant au soleil.
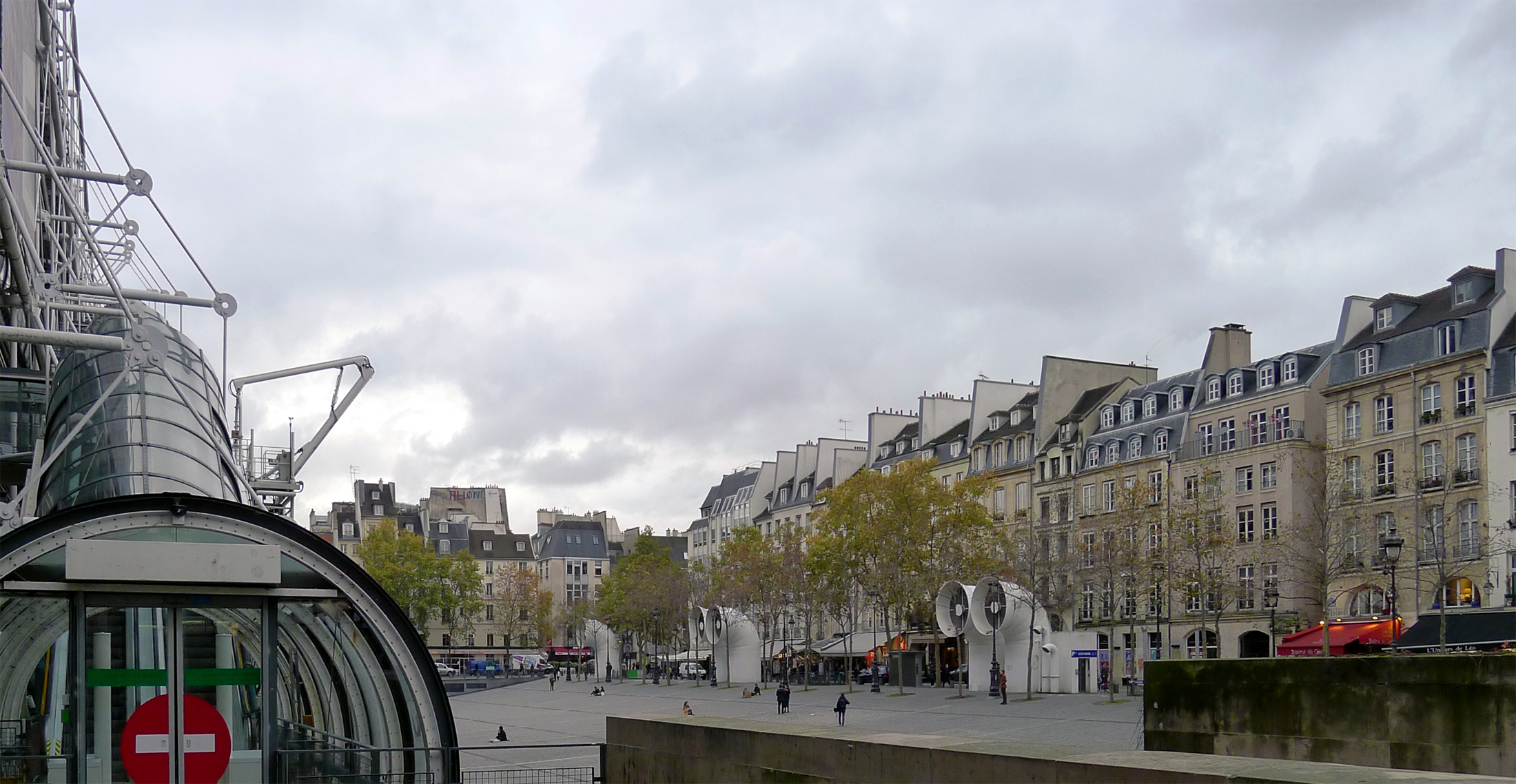
La place vue vers le sud, avec à gauche l'escalier du centre Beaubourg.
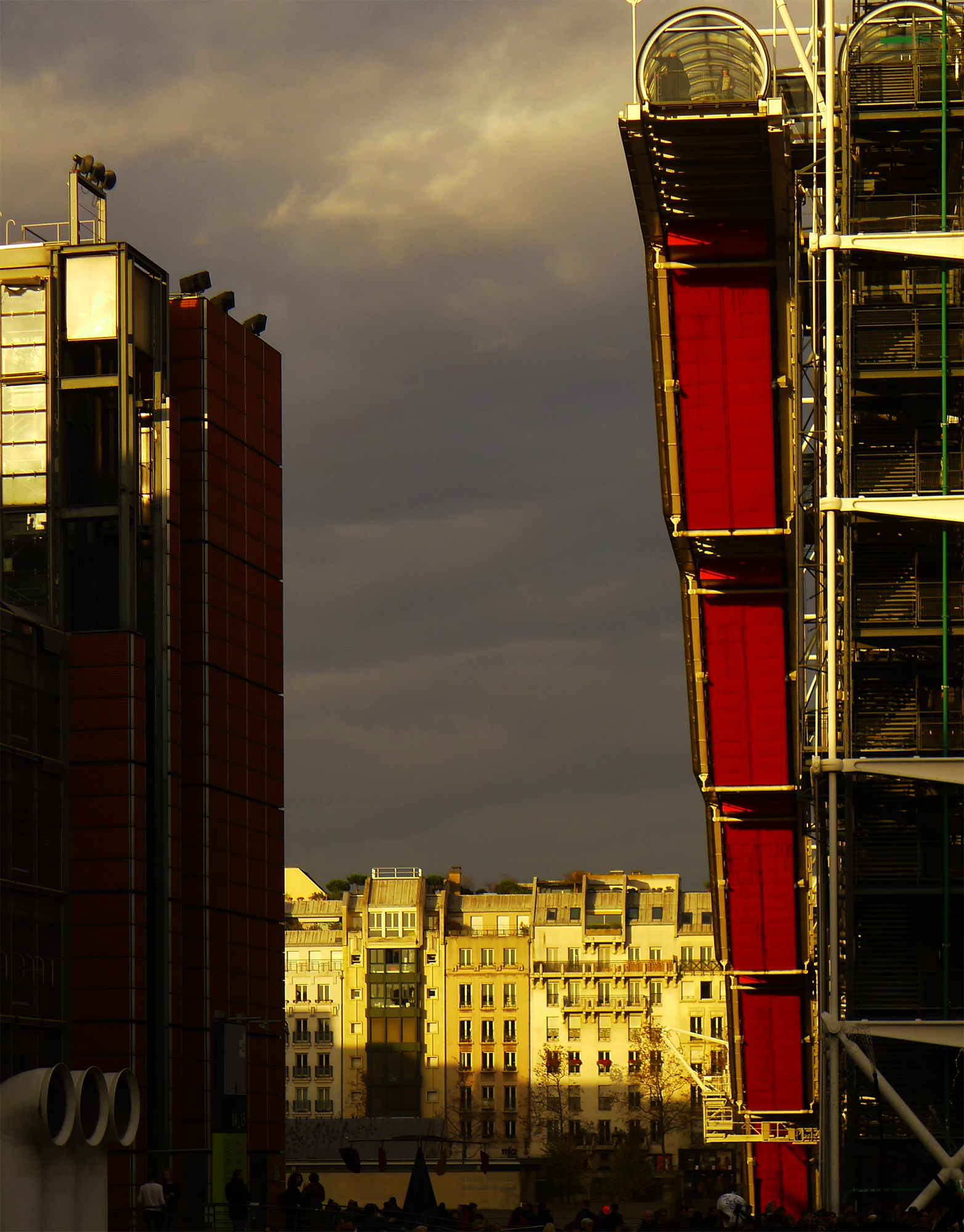
La place vue depuis la place Igor-Stravinsky qui la jouxte.

## Origine du nom
Le nom de cette place, comme celui du Centre Pompidou voisin, rend hommage à Georges Pompidou (1911-1974), qui fut président de la République de 1969 à sa mort.
Les Parisiens semblent ignorer le nom de cette place qu’ils appellent couramment « la piazza Beaubourg », ou même « la Piazza ».[réf. nécessaire] Certains parlent toujours du « Centre Beaubourg » ou de « Beaubourg » pour désigner le Centre Pompidou. Le centre et la place occupent en effet une partie de l’ancien plateau Beaubourg. Pour d’autres, cette place est l'« esplanade Beaubourg » ou encore le « parvis Beaubourg ». Cette place est dépourvue des plaques de rue réglementaires.

## Historique
Les immeubles de l'îlot insalubre n° 1 sont détruits à la fin des années 1930. Le terrain est laissé nu et sert de parc de stationnement. Le Centre national d'art et de culture Georges-Pompidou y est construit de 1972 à 1977. La place en pente permettant l'accès au centre est dénommée place Georges-Pomidou en 1979 tandis que la voie Georges-Pompidou l'a été dès 1976. Elle a été l'un des points de ralliement du clochard-philosophe libertaire Aguigui Mouna dès l'ouverture du Centre national d'art et de culture Georges-Pompidou.

## Bâtiments remarquables et lieux de mémoire
- Centre national d'art et de culture Georges-Pompidou

Cette place a la particularité d’être en pente, depuis la rue Saint-Martin jusqu’aux entrées publiques du Centre qui font face à cette rue, évoquant la configuration particulière de la Piazza del Campo de Sienne, ce qui a permis de faire entrer sur une surface restreinte et dans le gabarit maximal autorisé, la totalité des exigences du programme du projet du plateau Beaubourg.
D’impressionnantes bouches d’aération peintes en blanc s’alignent en bordure de la rue Saint-Martin et des entrées à un parking souterrain.
Diverses installations annexes de grande taille ont occupé au cours des années une partie de cette place, de façon temporaire mais sur des temps longs de plusieurs années. Ainsi, il y eut, dès son inauguration en 1977 et durant les premières années du Centre[Quand ?], l'installation de l'un des Polytopes de Yannis Xenakis, le Diatope. L'atelier Brancusi occupe le patio nord au-dessus de la Place, dans un premier temps en construction légère, puis de façon plus pérenne après reconstruction en 1997.
Jusqu’en 2009, on pouvait y observer une colonne carrée surmontée par Le Pot doré, œuvre de Jean-Pierre Raynaud. Depuis 2011, l’emplacement est occupé par Horizontal d’Alexander Calder. Depuis 2012, une sculpture en bronze d’Adel Abdessemed intitulée Coup de tête, statue de plus de cinq mètres de hauteur, est aussi exposée sur cette même piazza : elle évoque le fameux « coup de tête de Zidane » remontant à la coupe du monde de football de 2006.
De nombreux musiciens et artistes assurent l’animation de la Piazza en proposant leurs services aux passants. Le temps n’est plus où la police parisienne multipliait les contrôles de ces « saltimbanques » sans que l’on sache exactement quelle était la position de la direction du centre à ce sujet. L’anarchiste Aguigui Mouna (1911-1999) fut souvent en représentation sur cette place.

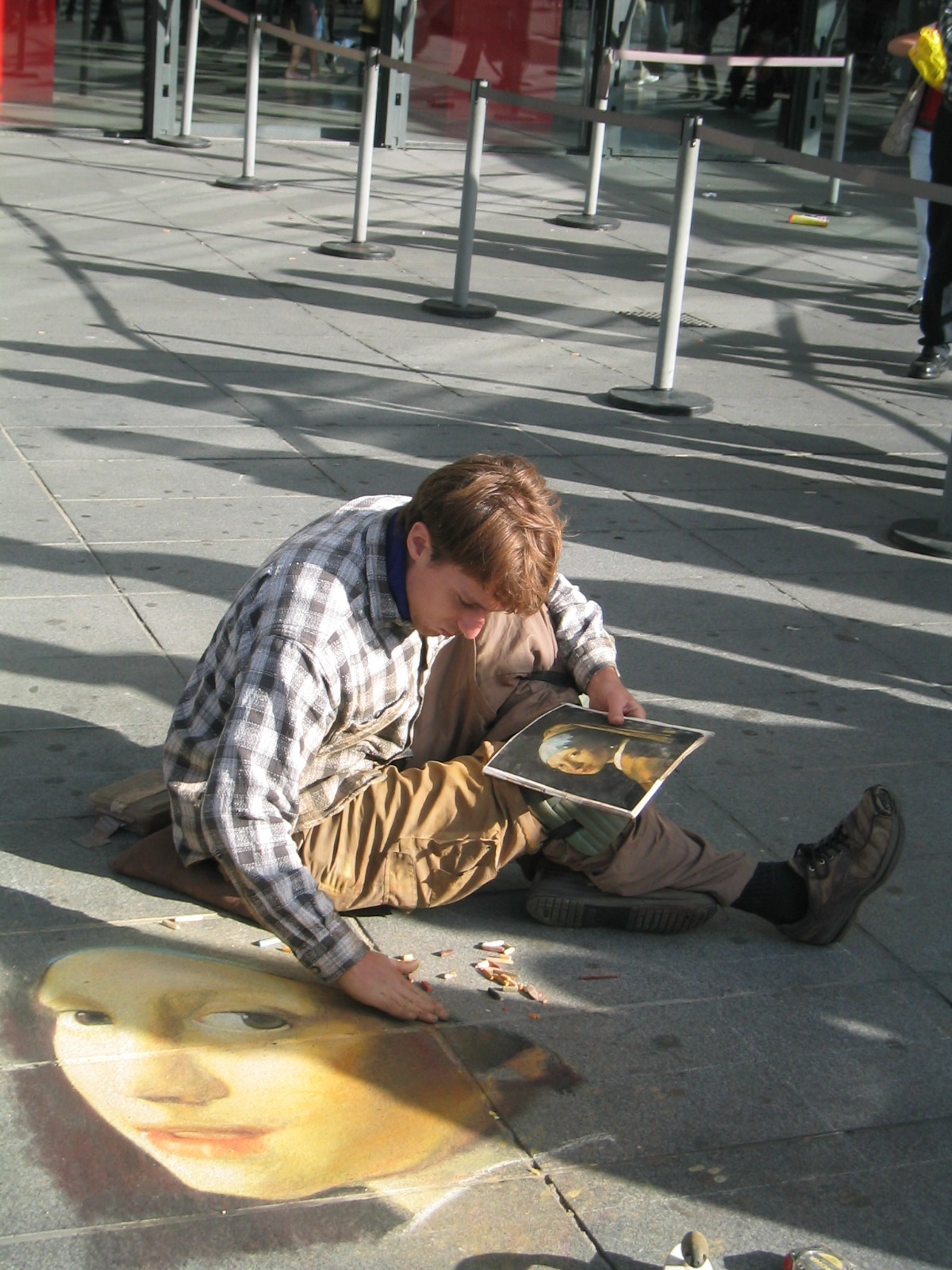
Un artiste de rue (un madonnaro) à l’œuvre piazza Beaubourg (2005), reproduisant au sol La Jeune Fille à la perle de Vermeer de Delft.
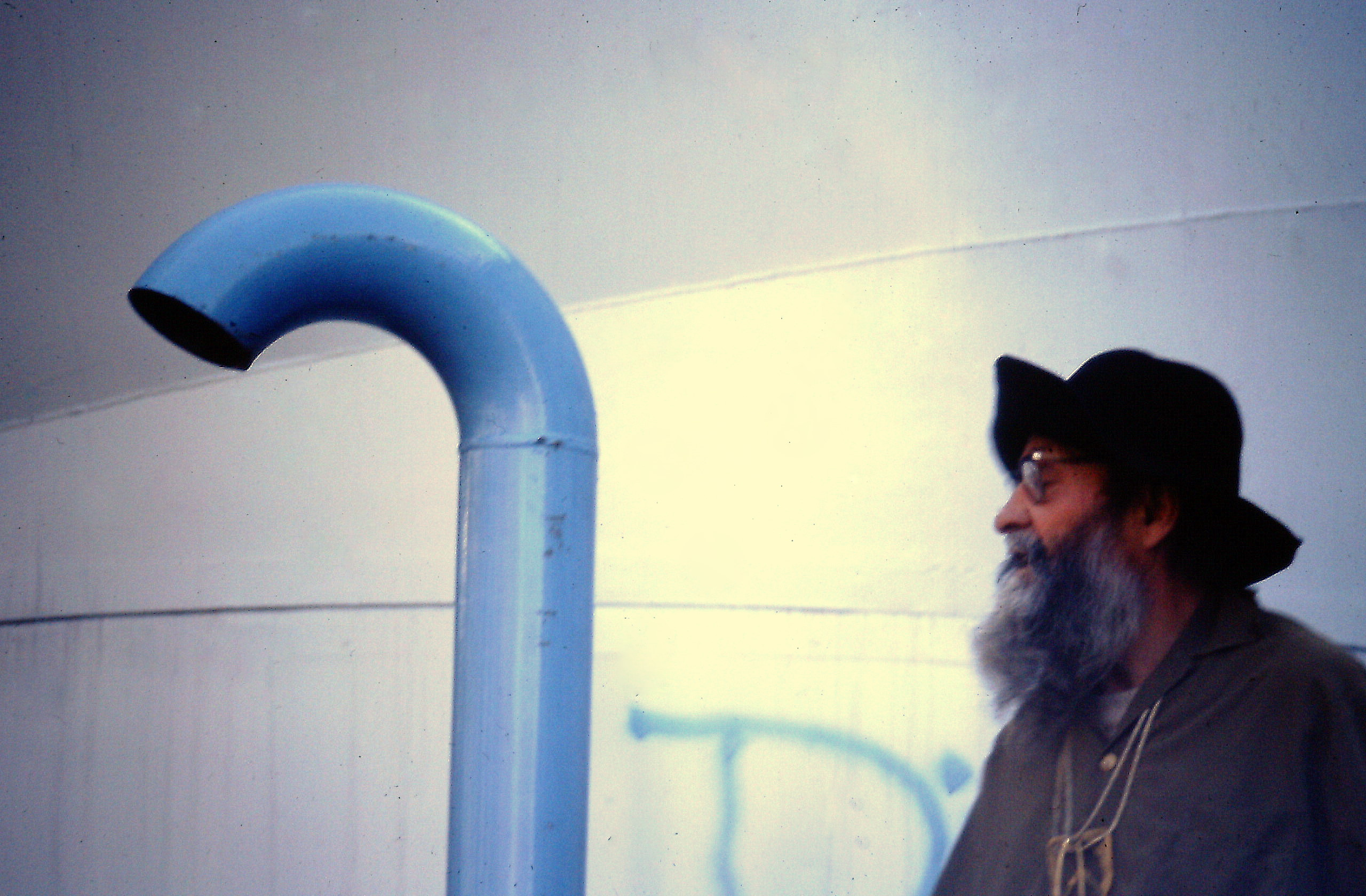
Aguigui Mouna sur l’esplanade Beaubourg en 1977.
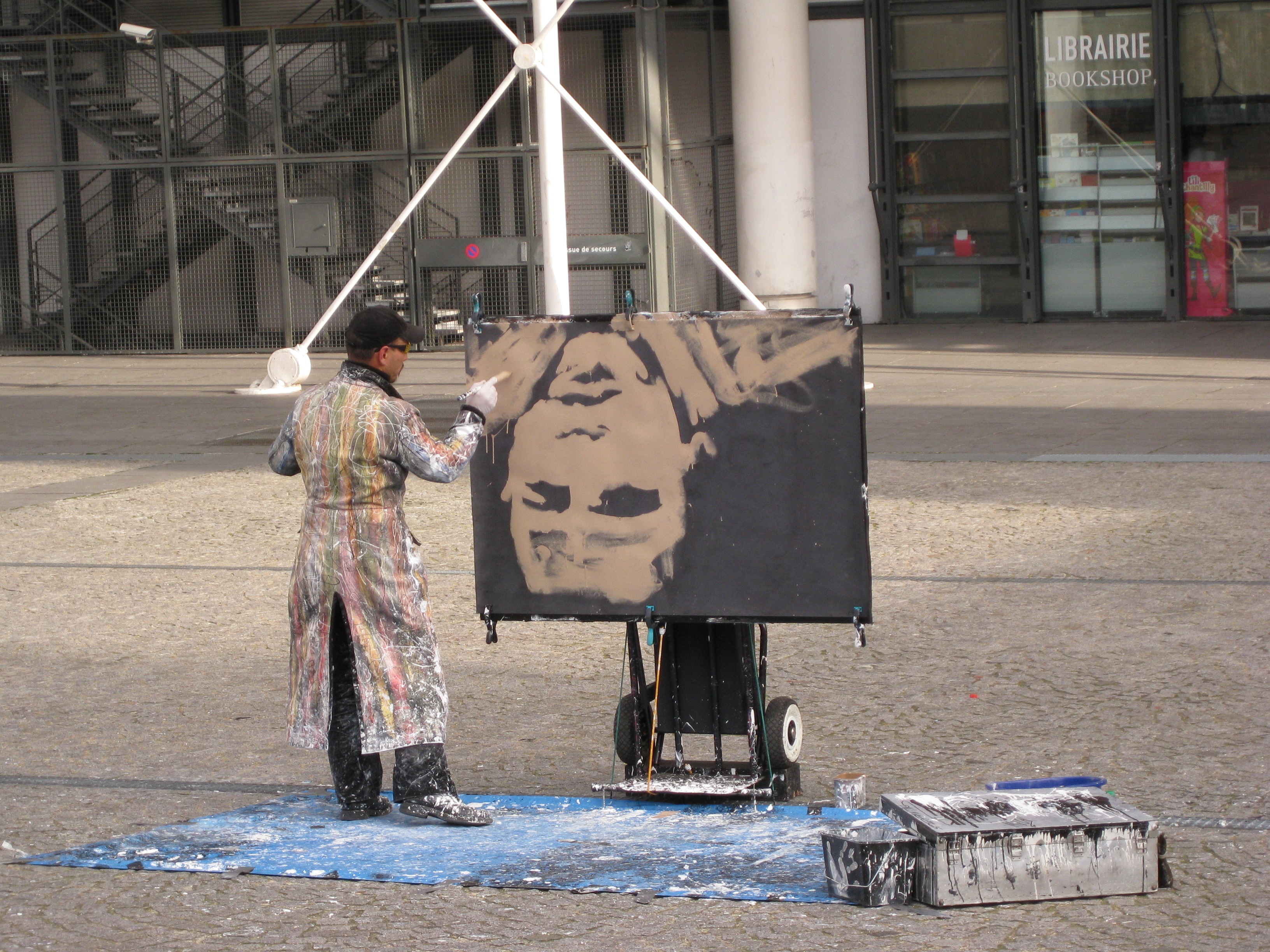
Artiste peignant un portrait à l'envers sur la place.